# Catherine Musonda
Catherine Musonda (* 20. Februar 1998) ist eine sambische Fußballtorhüterin.

## Karriere

### Klub
Anfang 2023 wechselte sie von den Indeni Roses aus ihrer Heimat zum WFC Tomiris Turan nach Kasachstan.

### Nationalmannschaft
Sie war Teil des Kaders der sambischen A-Nationalmannschaft beim Olympiaturnier der Spiele 2020, kam hier jedoch nicht zum Einsatz. Ihr erstes belegbares Spiel war danach erst ein 5:0-Sieg über Eswatini bei der COSAFA Women’s Championship 2021. Es folgten weitere Freundschaftsspiele und dann auch die Nominierung für den Afrika-Cup 2022. Hier kam sie einzig im Halbfinale gegen Südafrika zum Einsatz, welches am Ende mit 0:1 verloren ging.
Am 3. Juli 2023 wurde sie für den Kader der Mannschaft bei der Weltmeisterschaft 2023 nominiert.